# ポパシュ
ポパシュ（ロシア語: Попаш）はルーシの年代記（レートピシ）上に記録のある、キエフ・ルーシ期の都市である。
ポパシュはスーラ川右岸に位置し、ペレヤスラヴリ公国に属した。年代記上の初出は『イパーチー年代記』の1147年に、グレプ・ユーリエヴィチがポパシュを占領したと記された記述である。またポパシュは沿スーラ川防衛線を構築する都市の1つであったが、モンゴルのルーシ侵攻以降は衰退した。
ポパシュと想定される都市跡がスームィ州ネドリハイリウ(ru)付近にあり、スキタイ期、キエフ・ルーシ期（11世紀 - 13世紀初頭）の堆積物からなる地層が確認されている。